# Жарновица (Малопольское воеводство)
Жарнови́ца (пол. Żarnowica) — село в Польше в сельской гмине Голча Мехувского повета Малопольского воеводства.
Село располагается в 5 км от административного центра гмины села Голча, в 11 км от административного центра повета города Мехув и в 26 км от административного центра воеводства города Краков.
В 1975—1998 годах село входило в состав Краковского воеводства.